# Marilyn Friedman
Marilyn Ann Friedman, née le 7 avril 1945, est une philosophe américaine. Elle est titulaire de la chaire de philosophie W. Alton Jones (en) de l'Université Vanderbilt.

## Éducation
En 1967, elle a obtenu un premier diplôme en sciences politiques de l'Université de Washington à Saint-Louis. En 1968, elle a déménagé au Canada pour des raisons politiques et y a résidé pendant une décennie. En 1974, elle a obtenu un doctorat en philosophie de l'Université Western Ontario. En 1964, alors qu'elle prenait une année sabbatique de l'université, elle fut convaincue par ce qu'elle appelle « une sorte d'ignorance politique et d'apathie » face au chaos politique .

## Carrière
Sa carrière d'enseignante à temps plein a débuté en 1973 à l'Université Denison, où elle a passé quatre ans à enseigner. Depuis lors, elle a ensuite enseigné aux États-Unis d'Amérique et au Canada, allant d'un petit collège privé d'arts libéraux à une grande université d'État, comme l'Université de Western Ontario, la Bowling Green State University, la Purdue University et la Washington University à Saint-Louis.
Au milieu des années 1980, l’autonomie était devenue son principal sujet d'étude académique.
« Many feminists thought that the moral ideal of autonomy represented male but not female modes of moral reasoning »
« De nombreuses féministes pensaient que l'idéal moral d'autonomie représentait des modes de raisonnement moral masculins mais non féminins »
« Most people saw autonomy as a separation of self from loved ones—a kind of selfishness. I see it in terms of self-determination, and I didn't think it had to carry specifically masculine associations »
« La plupart des gens considéraient l'autonomie comme une séparation de soi et de ses proches, une sorte d'égoïsme. Je la vois en termes d'autodétermination, et je ne pensais pas qu'elle devait véhiculer des associations spécifiquement masculines. »
Marilyn Friedman considère l'impact des relations familiales et communautaires sur l'autonomie et considère la réflexion critique comme un moyen de diminuer l'oppression . Elle a également exploré des sujets tels que : la nature des relations interpersonnelles étroites, les femmes dans la pauvreté, les soins et la justice, la partialité et l'impartialité, l'autonomie, l'identité de genre et l'éducation multiculturelle. Marilyn Friedman a obtenu un poste de titulaire en 1993, vingt ans après avoir commencé à enseigner. En 2009, elle a rejoint le corps professoral de l'Université Vanderbilt , travaillant dans les domaines de la philosophie sociale et politique, de l'éthique et de la théorie féministe.

## Publications
Le premier livre de Friedman What Are Friends For? Feminist Perspectives on Personal Relationships on Moral Theory  discute de l'amitié, de l'éthique des soins, de la partialité et de l'impartialité. Son livre de 2003 Autonomy, Gender, Politics  défend les idéaux d'autonomie contre diverses analyses et applique ce modèle à des questions telles que la violence domestique et les relations politiques multiculturelles. Elle est également rédactrice en chef de Women and Citizenship, qui contient des essais rédigés par d'éminentes chercheuses féministes, et a co-édité Feminism and Community, Mind and Morals: Essays on Ethics and Cognitive Science, et Rights and Reason: Essays in Honor of Carl Wellman. Ses articles sont parus dans des anthologies ainsi que dans le Journal of Philosophy, Ethics, Hypatia entre autres.
Il existe peu de textes de Marilyn Friedman traduits en français. On mentionnera la traduction de "Beyond Caring : The De-Moralization of Gender" (1987) parue en 2011 sous le titre de "Au-delà du care : dé-moraliser le genre" comme chapitre de l'ouvrage "le souci des autres" dirigé par Patricia Paperman et Sandra Laugier.

## Prix et reconnaissance
Tout au long de sa carrière, Marilyn Friedman a obtenu plusieurs bourses de recherche et dirigé un programme d'études sur les femmes. Ses domaines d'intérêt particuliers sont les femmes terroristes, les droits des femmes et la diversité culturelle. Ses intérêts incluent un projet sur les femmes terroristes, et elle a abordé des sujets tels que la vertu est-elle nécessaire au bonheur, comment blâmer les gens de manière responsable et comment comprendre les femmes maltraitées qui sont reconnues coupables de ne pas avoir protégé leurs enfants contre les mêmes agresseurs qui les maltraitent.

## Vie privée
Marilyn Friedman a été élevé dans la ville de Chicago par des parents qui étaient des immigrants juifs peu instruits de la classe ouvrière. Elle est mariée au philosophe Larry May  et a une fille.